# Convenção de Londres (1814)
O Tratado Anglo-Holandês de 1814 (também conhecido como Convenção de Londres; holandês: Verdrag van Londen) foi assinado pelo Reino Unido e pela Holanda em Londres em 13 de agosto de 1814.
O tratado restaurou a maior parte dos territórios nas Molucas e Java que a Grã-Bretanha havia conquistado nas Guerras Napoleônicas, mas confirmou a posse britânica da Colônia do Cabo no extremo sul da África, bem como de partes da América do Sul. Foi assinado por Robert Stewart, Visconde Castlereagh, em nome dos britânicos e o diplomata Hendrik Fagel, em nome dos holandeses.

## Termos

### Possessões
O tratado devolveu as possessões coloniais dos holandeses como estavam em 1º de janeiro de 1803, antes do início das Guerras Napoleônicas nas Américas, África e Ásia, com exceção do Cabo da Boa Esperança e dos assentamentos sul-americanos de Demerara. Essequibo e Berbice, onde os holandeses mantiveram os direitos comerciais.
Além disso, os britânicos cederam a ilha de Banca ao largo da ilha de Sumatra em troca do assentamento de Cochin na Índia e suas dependências na costa de Malabar. Os holandeses também cederam o distrito de Bernagore, situado perto de Calcutá, em troca de uma taxa anual.

### Cooperação
O tratado também observou uma declaração de 15 de junho de 1814 pelos holandeses, de que os navios para o comércio de escravos não eram mais permitidos nos portos britânicos. Essa restrição seria estendida a uma proibição de envolvimento no tráfico de escravos por cidadãos holandeses. A Grã-Bretanha também concordou em pagar £ 1 000 000 à Suécia para resolver uma reclamação sobre a ilha caribenha de Guadalupe.
Os britânicos e os holandeses concordaram em gastar £ 2 000 000 cada um para melhorar as defesas dos Países Baixos. Mais fundos, de até £ 3 000 000, são mencionados para o "acordo final e satisfatório dos Países Baixos em união com a Holanda".
As disputas decorrentes do tratado foram objeto do Tratado Anglo-Holandês de 1824.